# SZA
Солана Имани Роу (енгл. Solána Imani Rowe; Сент Луис, 8. новембар 1990), позната под псеудонимом SZA (транскр.  Сиза), америчка је кантауторка. Истакла се након издања два мини-албума, See.SZA.Run (2012) и S (2013), који су јој помогли да постане први женски извођач потписан за Top Dawg Entertainment.
Након што је потписала уговор с издавачком кућом RCA Records, издала је дебитантски албум Ctrl (2017), који је остварио комерцијални успех и био номинован за четири награде Греми. Наредне године била је номинована за Златни глобус и Оскара за најбољу оригиналну песму за All the Stars коју је отпевала с Кендриком Ламаром. Другим албумом, SOS (2022), оборила је неколико рекорда, а који садржи и хит-сингл Kill Bill.

## Дискографија
- (2017)
- (2022)

## Турнеје
- (2017—2018)
- (2023)